# Петров Анастас
Анастас Петров (болг. Анастас Петров; нар.1 грудня 1899, Добрич — пом.26 грудня 1978, Софія) — болгарський артист балету, балетмейстер та педагог. Народний артист Народної Республіки Болгарії (1967). Творець професійного болгарського балету.

## Життєпис
Анастас Петров народився 1 грудня 1899 року в місті Добрич. У 1922-1927 роках (з перервами) вивчав у Берліні в балетній школі Євгенії Едуардової мистецтво класичного танцю. 
З 1925 по 1927 рік виступав у Німецькій державній опері в Берліні, працював у балетмейстера Макса Терпіса, представника німецької пластичної школи. У 1927 році заснував у Софії першу професійну приватну балетну школу, де займався педагогічною діяльністю. 
У 1927-1961 роках — соліст і балетмейстер Національної опери та балету в Софії. Ставив танці в операх, оперетах, концертні номери, балети. Опера «Коппелія», прем'єра якої відбулась 22 лютого 1928 року, вважається днем народження болгарського професійного балету; перший болгарський балет «Змій і Яна» (1937), «Раймонда» (1939), «Жизель» (1947 по 1960), «Лебедине озеро» (1956), «Есмеральда» (1958) та ін.
У постановках національних балетів запроваджував болгарський танцювальний фольклор. Виступав у власних постановках: Змій («Змій і Яна»), Гирей; Лікар Айболить («Лікар Айболить»), Клод Фролло («Есмеральда»), Франц та ін.
Анастас Петров помер 26 грудня 1978 року в  Софії. У 1982 році в місті Добрич було започатковано конкурс молодих артистів балету, який носить ім'я Анастаса Петрова.